# Warri South
Warri South è una delle venticinque aree a governo locale (local government areas) in cui è suddiviso lo stato di Delta, nella Repubblica Federale della Nigeria.
Si estende su una superficie di 633 chilometri quadrati e conta una popolazione di 303.417 abitanti.